# Rösch Frigyes

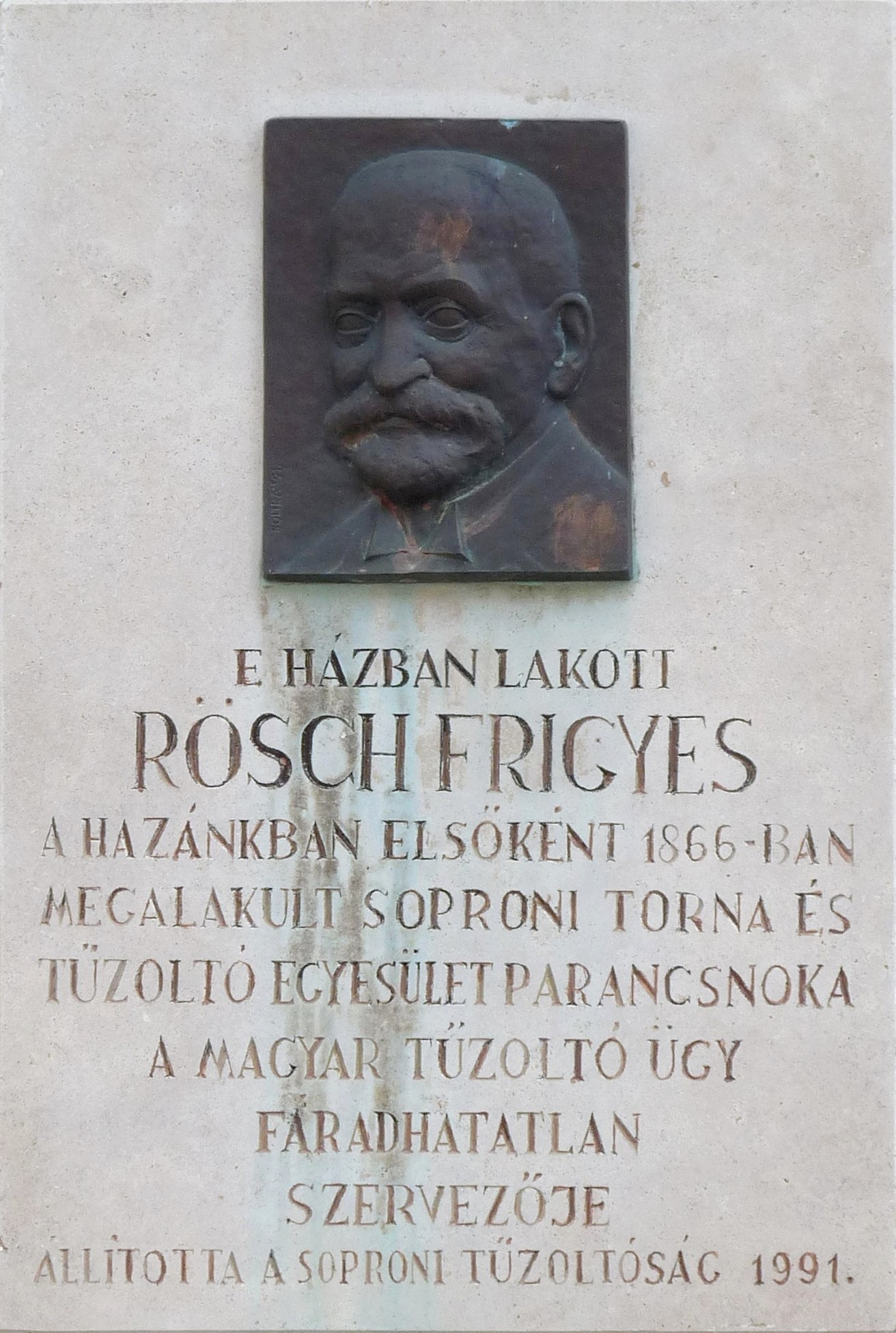
Emléktáblája Sopronban

Rösch Frigyes (Reutlingen, Németország, 1832. január 8. – Merény, 1923. augusztus 10.) Sopron tűzoltó főparancsnoka volt (1866–1911), főreáliskolai tanár, Sopron díszpolgára. Különösen a tornászat és a tűzoltás terén szerzett kiváló érdemeket.

## Élete
Középiskoláit szülővárosában, az egyetemet Stuttgartban végezte.
Már 1863-ban kezdeményezte polgártársaival egyetemben, hogy Sopronban torna-egylet létesüljön. Az ép tesben ép lélek nemes gondolata vezérelte. Azt vallotta: Csak jó tornász lehet jó tűzoltó és viszont. Bár az egyesület megalakítását ekkor még nem engedélyezte a helytartótanács, még az év májusában a kör tornászgárdája megkezdte szakszetű testedzési és tornagyakorlatait.
1866. április 26-án elsőként hazánkban hivatalosan is megalakult a Soproni Torna- és Tűzoltó Egyesület.

## Emlékezete
Emlékére a soproni tűzoltólaktanyát  Rösch Frigyes Tűzoltólaktanyának nevezték el. 1991-ben állított emléktáblája egykori soproni lakóházán, az Új utca 13. számú ház falán látható.

## Művei
- Tűzoltók könyve (Sopron, 1870. Fametszetű táblákkal)
- A tűzoltóság kisebb városokban, falukban és puszákon (Sopron, 1878.)
- A Soproni Torna- és Tűzoltó-Egyesület 40 éves története (Sopron, 1906.)